# Atletica leggera ai Giochi della VIII Olimpiade - 3000 metri siepi

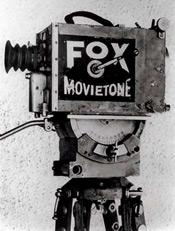
Video della Finale (durata: 2'22")

La competizione dei 3000 metri siepi di atletica leggera ai Giochi della VIII Olimpiade si tenne nei giorni 7 e 9 luglio 1924 allo Stadio di Colombes a Parigi.

## L'eccellenza mondiale
| Miglior prest.ne mondiale ed europea | 9'33”4 | Paul Bontemps | Presente |

1. ↑  Stabilito il 9 giugno 1924, quindi un mese prima dei Giochi.

## Risultati
| 3 Batterie | 7 luglio | 6 + 6 + 7     | Si qualificano i primi 3. |
| Finale     | 9 luglio | 9 concorrenti |                           |

### Batterie
| Pos. | Atleta          | Nazione       | Tempo   |
| ---- | --------------- | ------------- | ------- |
| 1    | Elias Katz      | Finlandia     | 9'43"8  |
| 2    | Paul Bontemps   | Francia       | 9'47"2  |
| 3    | Evelyn Montague | Gran Bretagna | 9'48"0  |
| 4    | Nestori Järvelä | Finlandia     | n/d     |
| 5    | Russell Payne   | Stati Uniti   | n/d     |
| 6    | Georges Leclerc | Francia       | 10"20"0 |
| 7    | Antenore Negri  | Italia        | n/d     |

| Pos. | Atleta            | Nazione       | Tempo  |
| ---- | ----------------- | ------------- | ------ |
| 1    | Albert Isola      | Francia       | 9'57"8 |
| 2    | Mike Devaney      | Stati Uniti   | n/d    |
| 3    | Kalle Ebb         | Finlandia     | n/d    |
| 4    | Ernesto Ambrosini | Italia        | n/d    |
| 5    | David Cummings    | Gran Bretagna | n/d    |
| 6    | Len Richardson    | Sudafrica     | n/d    |
| -    | Sean Kelly        | Irlanda       | Rit.   |
| -    | Jan Zeegers       | Paesi Bassi   | Rit.   |

| Pos. | Atleta             | Nazione       | Tempo   |
| ---- | ------------------ | ------------- | ------- |
| 1    | Ville Ritola       | Finlandia     | 9'59"0  |
| 2    | Marvin Rick        | Stati Uniti   | 10'11"0 |
| 3    | Sidney Newey       | Gran Bretagna | n/d     |
| 4    | Maurice de Coninck | Francia       | 10'19"0 |
| 5    | Stanisław Ziffer   | Polonia       | 10'38"4 |

### Finale
Ville Ritola domina la finale, nessuno resiste al suo passo: giunge all'arrivo con oltre 50 metri di vantaggio sul secondo classificato. Il tempo di Ritola è la seconda miglior prestazione di tutti i tempi sulla distanza, appena due decimi superiore al primato del mondo.
È ufficializzato solo il tempo del primo classificato.
| Pos.    | Atleta          | Età | Nazione       | Tempo ufficiale | Tempo ufficioso |
| ------- | --------------- | --- | ------------- | --------------- | --------------- |
| Oro     | Ville Ritola    | 28  | Finlandia     | 9'33"6          |                 |
| Argento | Elias Katz      | 23  | Finlandia     |                 | 9'44"0          |
| Bronzo  | Paul Bontemps   | 22  | Francia       |                 | 9'45"2          |
| 4       | Marvin Rick     | 23  | Stati Uniti   |                 | 9'56"4          |
| 5       | Kalle Ebb       | 28  | Finlandia     |                 | 9'57"5          |
| 6       | Evelyn Montague | 24  | Gran Bretagna |                 | 9'58"0          |
| 7       | Mike Devaney    | 33  | Stati Uniti   |                 | 10'01"0         |
| 8       | Albert Isola    | 26  | Francia       |                 | 10'14"8         |
| -       | Sidney Newey    | 25  | Gran Bretagna | Ritirato        | Ritirato        |